# Стенопсоциды
Стенопсоциды (лат. Stenopsocidae) — семейство сеноедов из подотряда Psocomorpha. В семействе описано около ста видов, из которых в Европе обитают всего 4.

## Описание
pt соединена с RS поперечной r1—rs. Гипандрий самца простой, в виде створки; яйцеклад образован дорсальной и вентральной створками, наружные створки редуцированы до небольшого выступа.

## Систематика
В составе семейства:
- Cubipilis
- Graphopsocus
- Malostenopsocus
- Stenopsocus